# Wilhelm Busch
Heinrich Christian Wilhelm Busch (Wiedensahl, 15 de abril de 1832 — Mechtshausen, 9 de janeiro de 1908) foi um influente poeta, pintor e caricaturista alemão, famoso pelas suas histórias satíricas ilustradas com textos em verso.

## Carreira
Iniciou os estudos em engenharia mecânica. Seguiu depois arte em Düsseldorf, Antuérpia e Munique, tendo começado a desenhar caricaturas. As suas primeiras histórias ilustradas datam de 1859. Max und Moritz, publicada em 1865, foi um sucesso imediato tornando-se um clássico intemporal. Em 1870 Wilhelm Busch era já uma celebridade na Alemanha, pelas suas histórias satíricas ilustradas, muito próximas do quotidiano das pessoas, sendo um dos poucos autores deste género. Os seus trabalhos mais conhecidos são Max und Moritz, die fromme Helene, Plisch und Plum, Hans Huckebein, der Unglücksrabe e Knopp-Trilogie.
Muitas das suas histórias são consideradas as principais precursoras da banda desenhada moderna (história em quadrinhos, em português brasileiro). Max und Moritz foi a fonte de inspiração para a obra Katzenjammer Kids da autoria de Rudolph Dirks. Wilhelm Busch, a par de Rodolphe Töpffer, foi um pioneiro na arte de combinar palavras e desenhos para contar histórias, frequentemente humorísticas, numa sequência de painéis. O artista português Rafael Bordalo Pinheiro editou, em dezembro de 1879, a prancha Fagundices – Phrases e Pensamentos Fagúndicos (O Besouro nº 38, de 21.12.1878), que inclui a frase “Imitação livre de Busch”, numa referência directa ao mestre alemão.
Wilhelm Busch também escreveu poemas num estilo semelhante ao das suas histórias ilustradas. Pintou cerca de mil quadros a óleo que não haviam sido vendidos até à sua morte em 1908. Realizou ainda alguns trabalhos de escultura.

## Obra

### Criador de 'Juca e Chico'

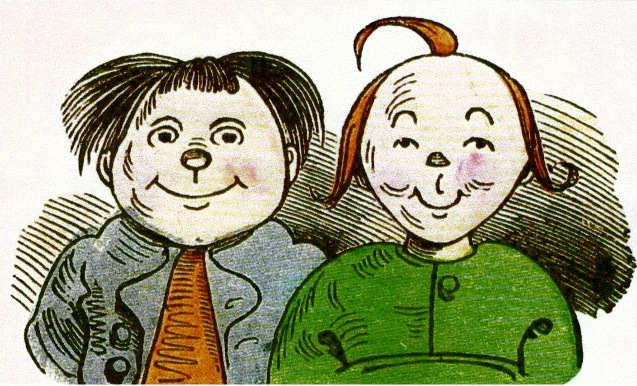
Max und Moritz (Juca e Chico)

Nunca a literatura tinha conhecido duas figuras tão rebeldes. Max und Moritz são dois meninos que, numa pequena aldeia, infernizam a vida de seus principais moradores. Numa sucessão de sete travessuras, conhecem um final que seria trágico, não fosse dedicado ao humor e ao cruel modo germânico de apresentar lições de moral.
Com o título de "Juca e Chico" - História de dois meninos em sete travessuras, foi traduzido no Brasil pelo poeta Olavo Bilac.
Busch enriqueceu a narrativa com hilárias figuras, o que servia para cativar a atenção das crianças. Publicada originalmente em 1865, a obra é considerada como precursora dos quadrinhos.

### Títulos diversos

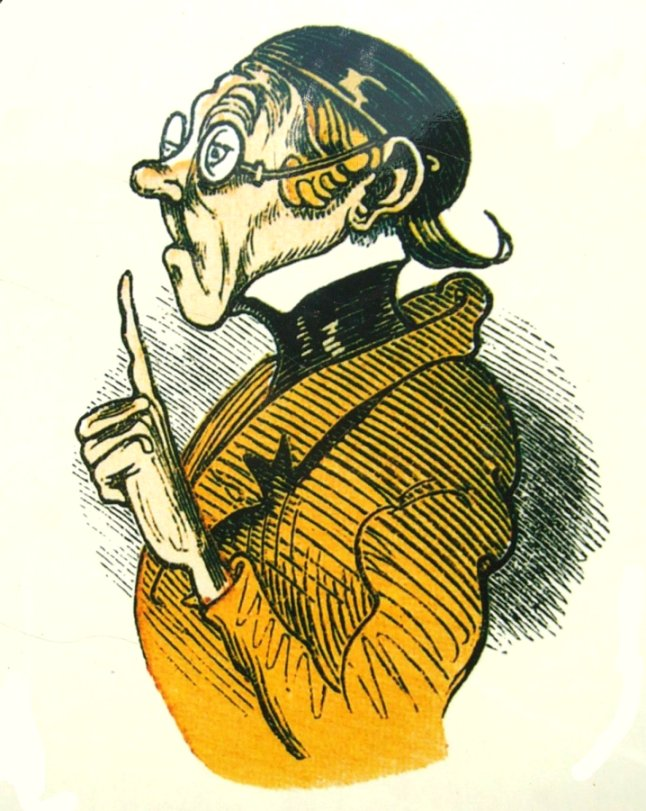
Personagem das histórias de "Juca e Chico"

Busch publicou muitas obras, a maioria delas voltadas para o público infantil.
Suas obras, segundo o ano de publicação (títulos em alemão):
- 1859 Die kleinen Honigdiebe
- 1864 Bilderpossen
- 1865 Max and Moritz (Juca e Chico)
- 1866 Schnaken und Schnurren
- 1867 Hans Huckebein der Unglücksrabe
- 1868 Schnaken und Schnurren, part II
- 1869 Schnurrdiburr oder die Bienen Braun
- 1870 Der heilige Antonius von Padua
- 1872 Schnaken und Schnurren, part III
- 1872 Die fromme Helene
- 1872 Bilder zur Jobsiade
- 1872 Pater Filuzius
- 1873 Der Geburtstag oder die Partikularisten
- 1874 Dideldum!
- 1874 Kritik des Herzens
- 1875 Abenteuer eines Junggesellen
- 1876 Herr und Frau Knopp
- 1877 Julchen
- 1878 Die Haarbeutel
- 1879 Fipps der Affe
- 1881 Stippstörchen für Äuglein und Öhrchen
- 1881 Der Fuchs. Die Drachen. - Zwei lustige Sachen
- 1882 Plisch und Plum
- 1883 Balduin Bählamm, der verhinderte Dichter
- 1884 Maler Klecksel
- 1891 Eduards Traum
- 1893 Von mir über mich (autobiografia)
- 1895 Der Schmetterling
- 1904 Zu guter Letzt
- 1908 Hernach
- 1909 Schein und Sein
- 1910 Ut öler Welt (lendas)

### Galeria

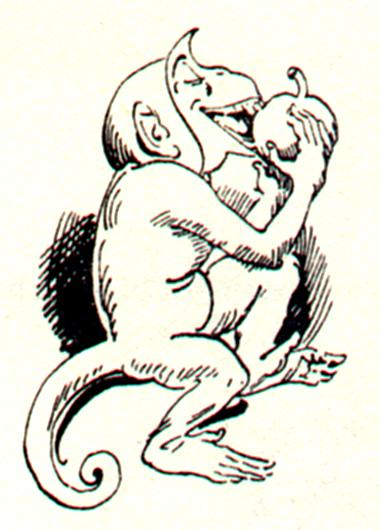
Fipps der Affe, 1879
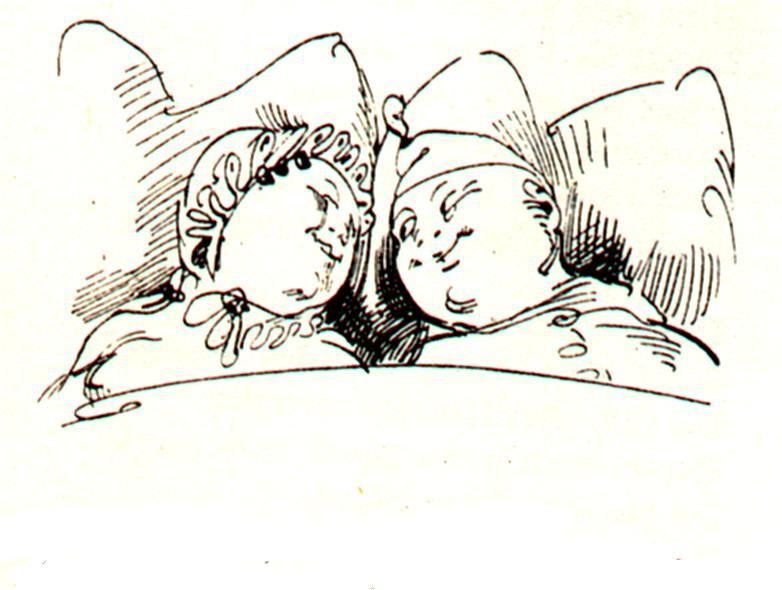
Herr und Frau Knopp, 1876
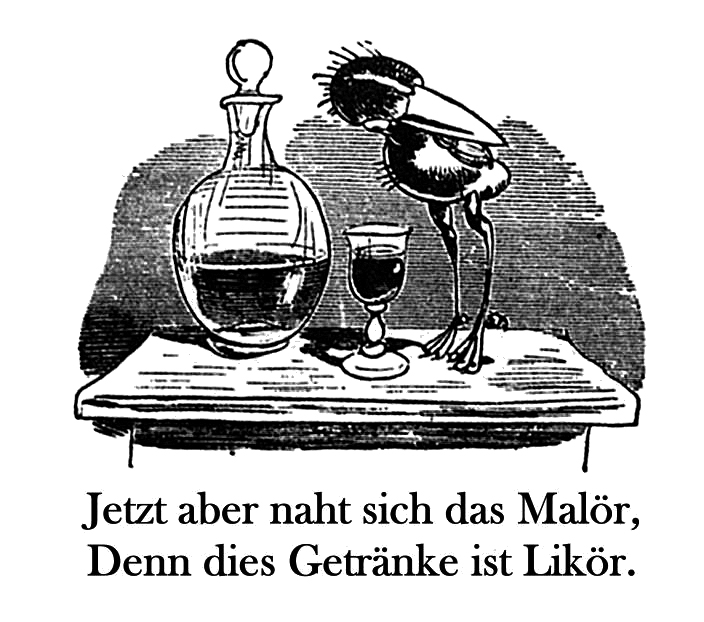
Hans Huckebein der Unglücksrabe, 1867
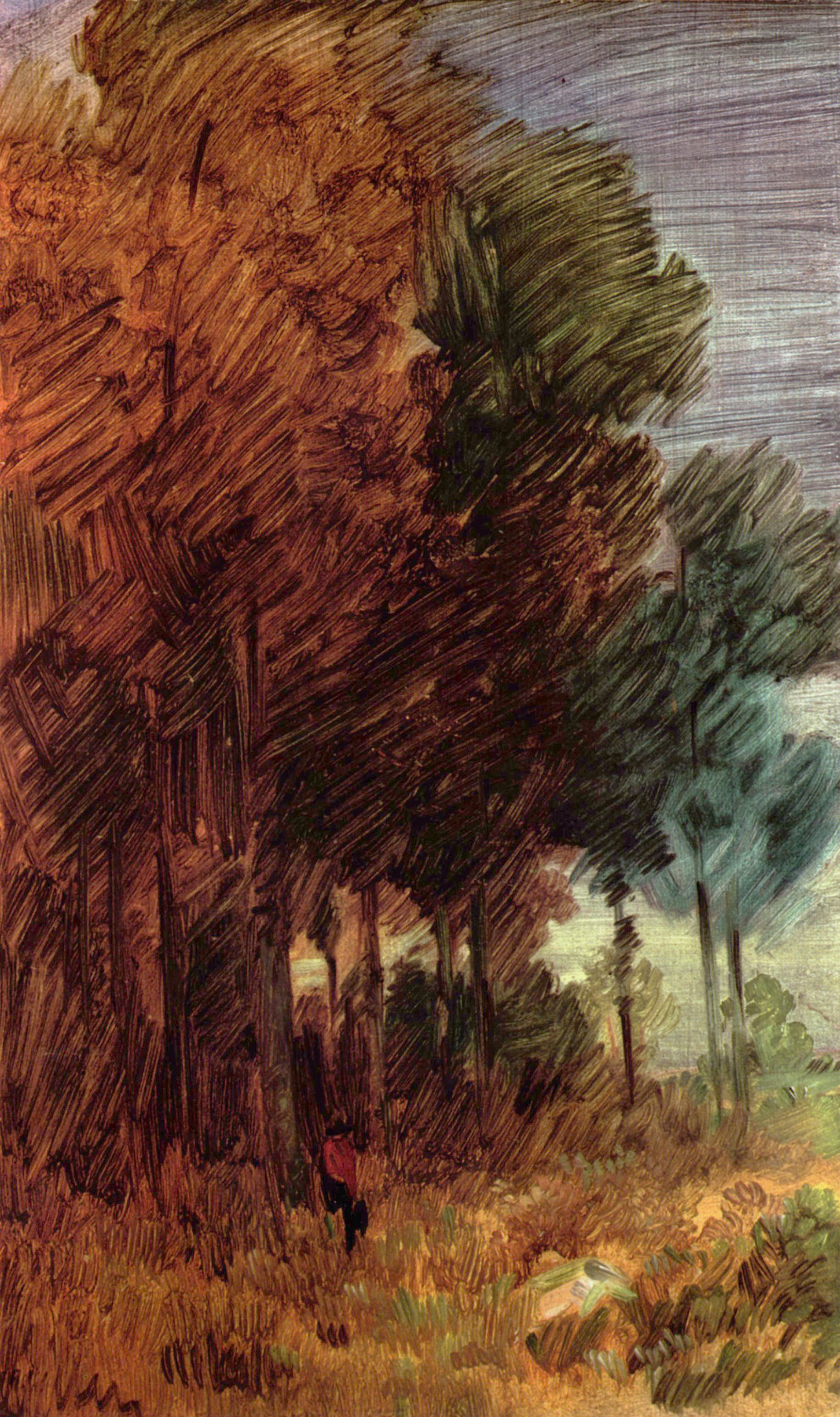
Pintura de Busch